# L'Archipel
Pour les articles homonymes, voir Archipel (homonymie).
L'Archipel est un lieu pluridisciplinaire consacré au cinéma, à la musique et au théâtre, situé au 17 boulevard de Strasbourg dans le 10e arrondissement de Paris.

## Historique
Le lieu ouvre en 1893 comme salle de café-concert sous le nom « Le Concert de la Ville japonaise », à tendance post-communarde, où se produisent René Devilliers, Maxime Lisbonne, et le très jeune Maurice Chevalier en 1902. Ce dernier décrit le lieu, qu'il fréquentait à l'âge de quatorze ans : 

« Le public de la Ville japonaise se composait en majorité de vieux rentiers paillards qui venaient avec de jeunes femmes qu’ils entretenaient. […] Ce public de presque vieillards vicieux et de poules intéressées formait le noyau journalier de l’établissement. Le reste de la salle se composait d’une audience de passage, ce concert étant situé sur le Boulevard de Strasbourg, boulevard excessivement vivant et mouvementé. Beaucoup de commis voyageurs attendant l’heure d’un train pour la gare de l’Est. »

— Maurice Chevalier
En 1907, la salle est rachetée et baptisée « Le Pilori de Montéhus » par Gaston Brunswick alias Montéhus. En 1911, elle devient pour la première fois un cinéma sous le nom « Le Bourdon », tout en conservant une partie taverne.
En 1912, le cinéma est racheté par Georges Lordier qui le renomme « Paris-Ciné » (nom qu'il gardera jusqu'en 2001), et qui projettera les premiers films avec chanteurs derrière l'écran ainsi que Maudite soit la guerre d'Alfred Machin en 1914.

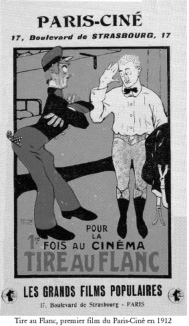
Affiche de Tire au flanc, premier film projeté au Paris-Ciné en 1912.
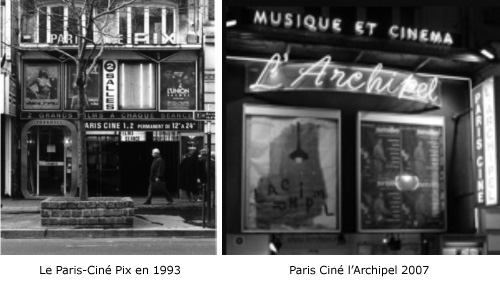
Façade de Paris-Ciné en 1993 (à gauche), devenu L'Archipel en 2007 (à droite).

L'établissement passe au cinéma parlant en 1931 et s'agrandit d'une deuxième salle au sous-sol (celle-ci est remplacée par un caveau en 1955). En 1961, il retrouve deux écrans : l'un au rez-de-chaussée et l'autre au sous-sol.En 1962 le nom Paris-Ciné est conservé pour la salle au sous-sol, et  Pix pour le rez de chaussée,
En 1997, Pierre Dyens en fait l'acquisition et rénove les salles qui sont profondément dégradées, après une longue période consacrée aux films pornographiques.
En 2011, les hommes de théâtre Fabrice Roux et Bruno Chapelle deviennent les nouveaux propriétaires. Ils entreprennent à leur tour une rénovation et une mise aux normes des lieux.

## Présentation
L'établissement dispose de deux salles polyvalentes, la salle bleue au rez-de-chaussée (112 places) et la salle rouge au sous-sol (92 places).

### Partie cinéma
Le cinéma L'Archipel est classé Art et Essai, il fait partie du réseau des Cinémas indépendants parisiens (CIP). Il possède les labels « Jeune public », « Recherche et découverte » et « Patrimoine et répertoire ». Il est également une salle partenaire de l'Association pour le cinéma indépendant et sa diffusion (ACID) et membre du Groupement national des cinémas de recherche (GNCR).
Équipé pour la projection numérique, il conserve un projecteur 35 mm pour les films de patrimoine.

### Partie théâtre
La programmation théâtrale et musicale privilégie des seuls en scène, comédies, théâtre dramatique, contemporain et classique, mais aussi des concerts et showcases.

## Accès
L'Archipel est accessible par la ligne de métro 4, 8 et 9 à la station Strasbourg - Saint-Denis.